# Leah Galton
Leah Galton (Harrogate, 24 maggio 1994) è una calciatrice britannica, attaccante del Manchester United.
In carriera ha giocato, oltre che in Inghilterra, nella statunitense NWSL, con lo Sky Blue, e nel campionato tedesco con il Bayern Monaco. Ha inoltre indossato la maglia della nazionale inglese nelle formazioni giovanili, dalla Under-15 all'Under-23. 

## Palmarès

### Club
- Campionato inglese di seconda divisione: 1

Manchester United: 2018-2019